# 巨流傳媒有限公司
巨流傳媒有限公司（英語：Mighty Current Media Company Limted）是一間由桂民海在2012年4月23日成立的香港傳媒公司，屬於香港私人股份有限公司。公司由桂民海、蔡嘉蘋及呂波三人持股。
2014年，巨流傳媒有限公司收購了香港人林榮基於1994年創辦的銅鑼灣書店，而林榮基本人留任店長。

## 外部連結
- 端傳媒：香港禁書書店老闆「被消失」奇案（页面存档备份，存于）
- BBC 中文網：香港銅鑼灣書店老闆「人間蒸發」震撼出版界 （页面存档备份，存于）
- 香港公司目錄：巨流傳媒有限公司